# Prieuré de Montguyon
Le prieuré de Montguyon est un ancien prieuré de l'ordre de Grandmont, situé à Placé dans le département de la Mayenne.

## Histoire
Son existence est attestée dès 1209, par la charte de donation que rédige Juhel III de Mayenne.
En 1317, le prieuré de la Primaudière lui est réuni.
En 1630, il est particulièrement touché par une importante réforme de l'ordre de Grandmont, réforme lancée au prieuré de Bercey, à Saint-Mars-d'Outillé.
L'ordre de Grandmont est supprimé en 1772.